# Budavári evangélikus templom
A budavári evangélikus templom Buda legrégebbi evangélikus temploma. Budapest I. kerületében, a Bécsi kapu téren áll. 1895-ben épült.

## Története
A budavári evangélikus gyülekezet első temploma Mária Dorottya nádorné segítségével épült fel 1846-ban, a Dísz téren. A telekre azonban a Honvédelmi Minisztériumnak volt szüksége, és így telekcsere után a Bécsi kapu téren épülhetett fel az új templom.
Az épületet Kallina Mór tervezte, 1895-ben szentelte fel Sárkány Sámuel, a bányai evangélikus egyházkerület püspöke. Stílusa eklektikus-neobarokk. Homlokzata neobarokk, kapuját két korinthizáló oszlop veszi körül, fölötte párkány húzódik. Négyzet alaprajzú, karcsú, magas tornya a homlokzat fölött áll, a vörösrézzel borított toronysisak szintén neobarokk stílusú. A templombelsőt egyszerű dongaboltozat fedi. A bejárat fölött kettős karzat áll.

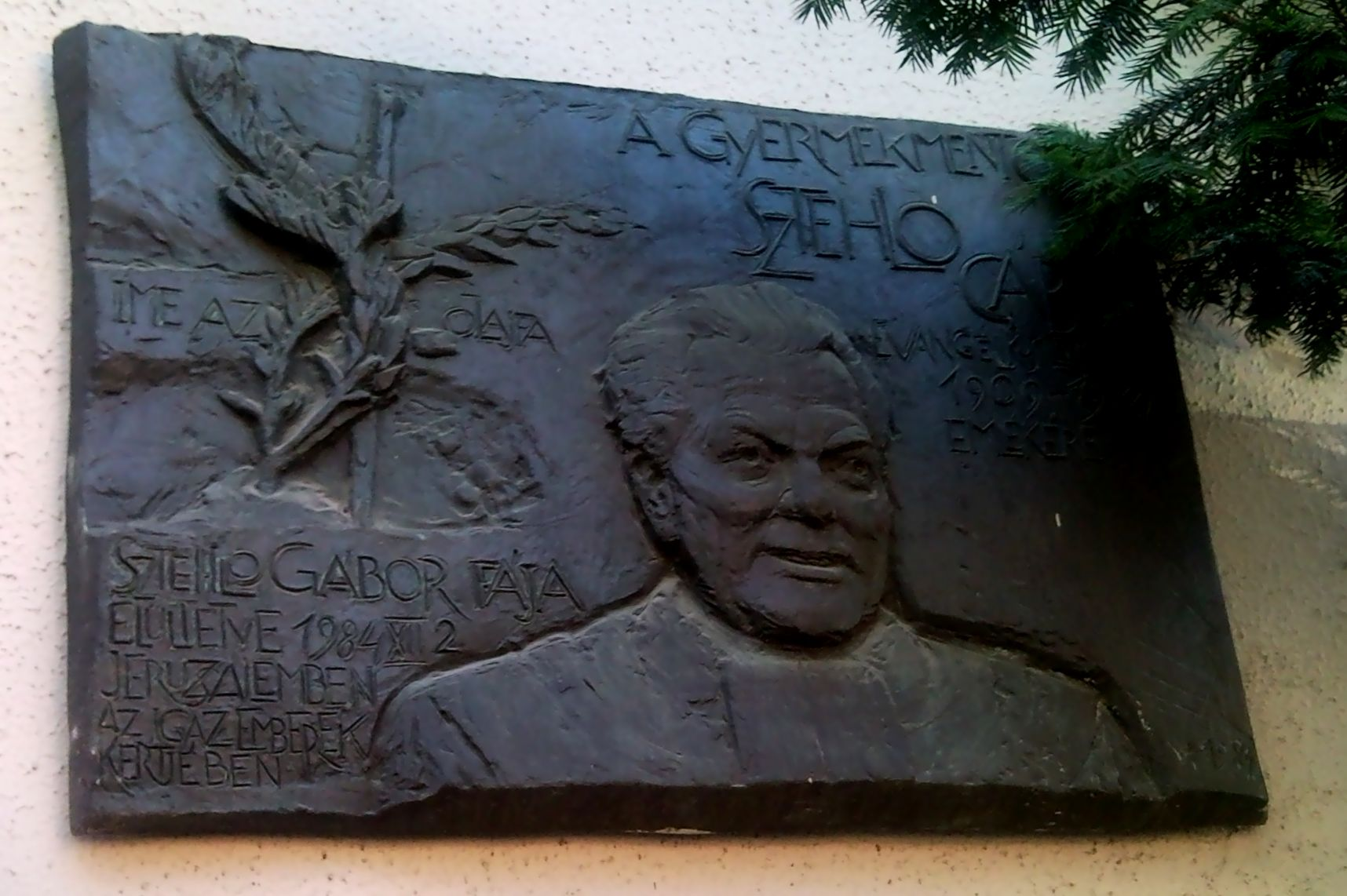
Sztehlo Gábor emléktáblája

1945-ben, Budapest ostromakor bombatalálat érte a templomot: a homlokzat kivételével szinte minden megsemmisült, beleértve a klasszicista stílusú oltárt, a szószéket, a padokat és az orgonát. Az újjáépítés terveit Friedrich Loránd és ifj. Bretz Gyula készítette. A megújult templomot 1948 virágvasárnapján szentelte fel Ordass Lajos püspök. Külsőleg megmaradt a neobarokk jelleg, a belső tér viszont jóval egyszerűbb lett. A fa oltárasztal mögött hatalmas fakereszt áll, fölötte pedig pedig mozaik üvegablak engedi be a fényt. Az oltártérben vörösmárvány keresztelőkút áll. A templom falán egy bronztábla őrzi Sztehlo Gábor lelkész emlékét.
A templom ma is a Budavári Evangélikus Egyházközség életének központja, vasárnap és ünnepnapokon több istentiszteletet is tartanak. A templommal egybeépült épületszárnyban találhatóak a lelkészlakások, a lelkészi hivatal, gyülekezeti helyiségek, illetve ott működik a Budapesti Németajkú Evangélikus Egyházközség is. A templom 1952 óta az Északi Evangélikus Egyházkerület központjának tekinthető, több püspökét és egyházkerületi felügyelőjét is itt iktatták be hivatalába. 2008 őszén megtörtént a templom előtti kőburkolat és a torony felújítása. A templom egy rámpa segítségével mozgássérültek számára is megközelíthető.

## Galéria

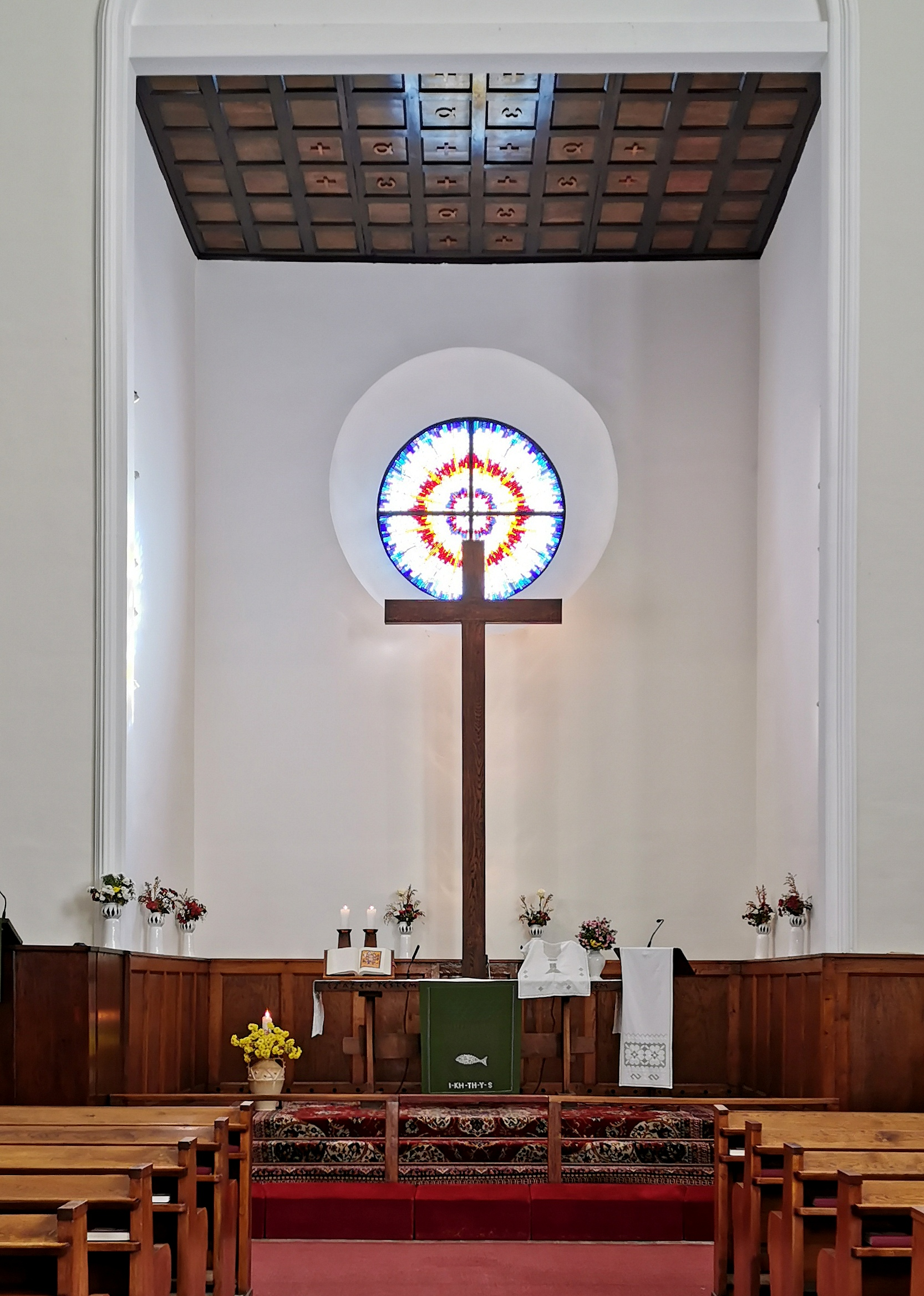
A templom szentélye
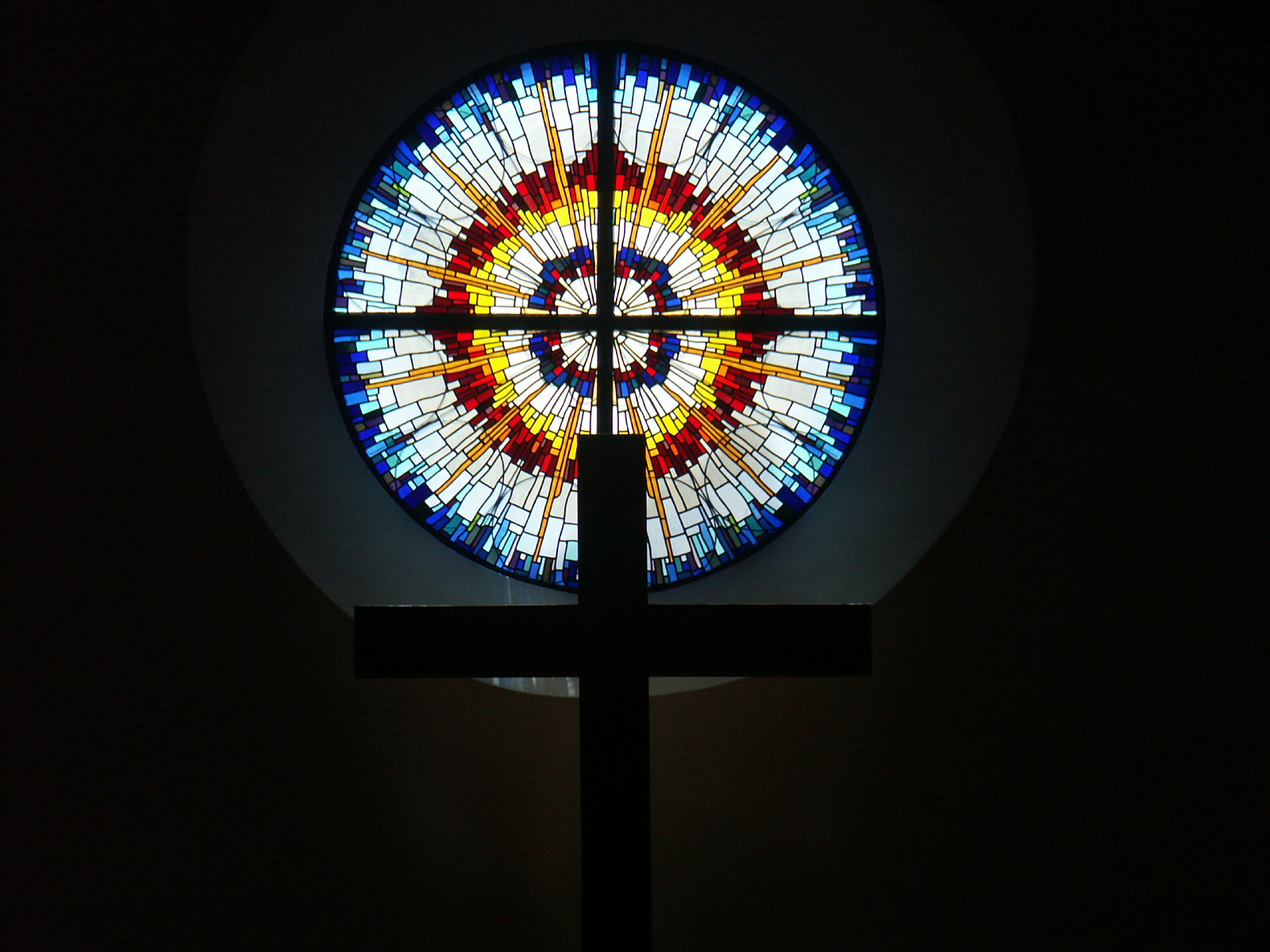
A szentély színes üvegablaka
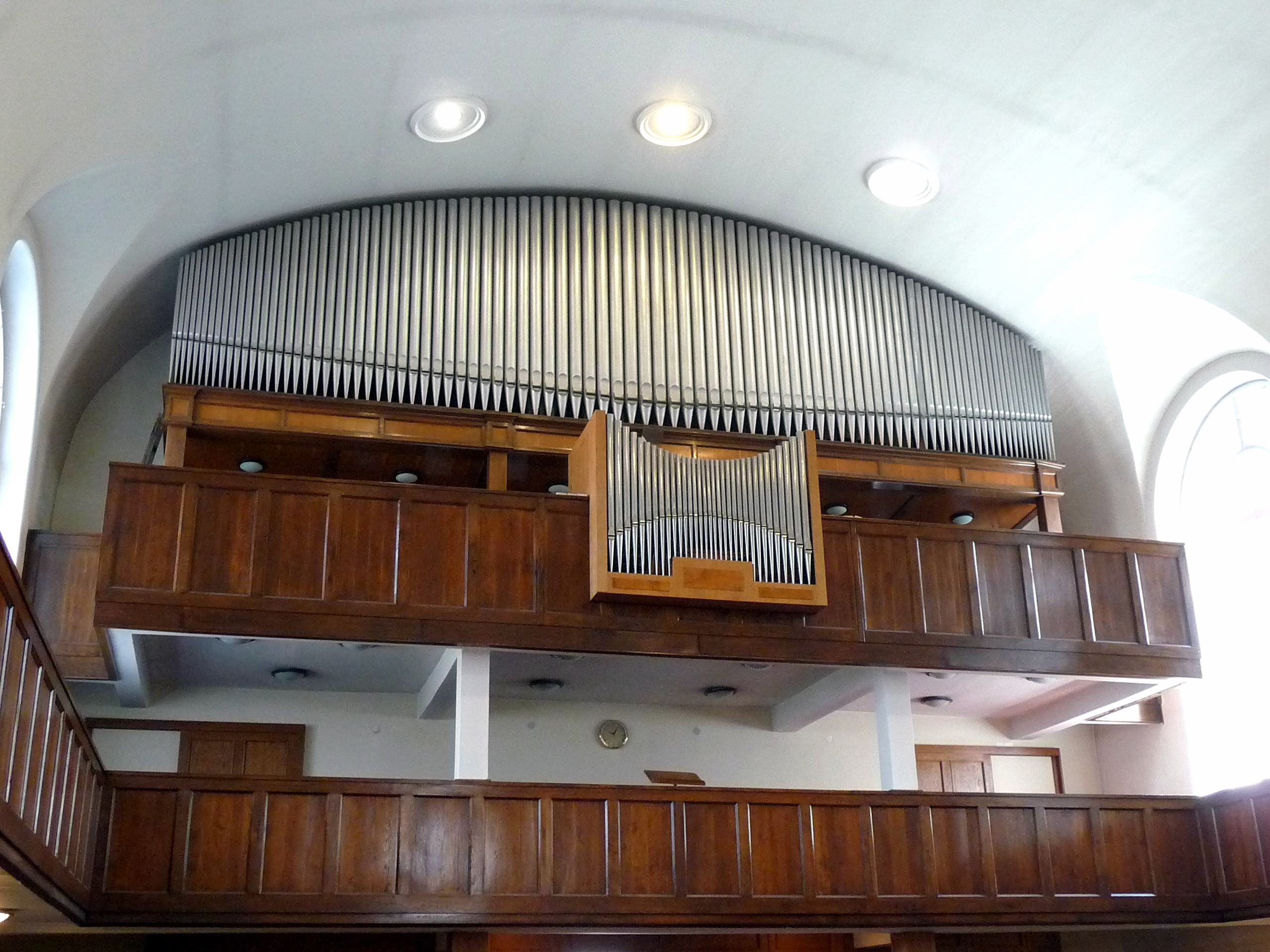
A régi orgona
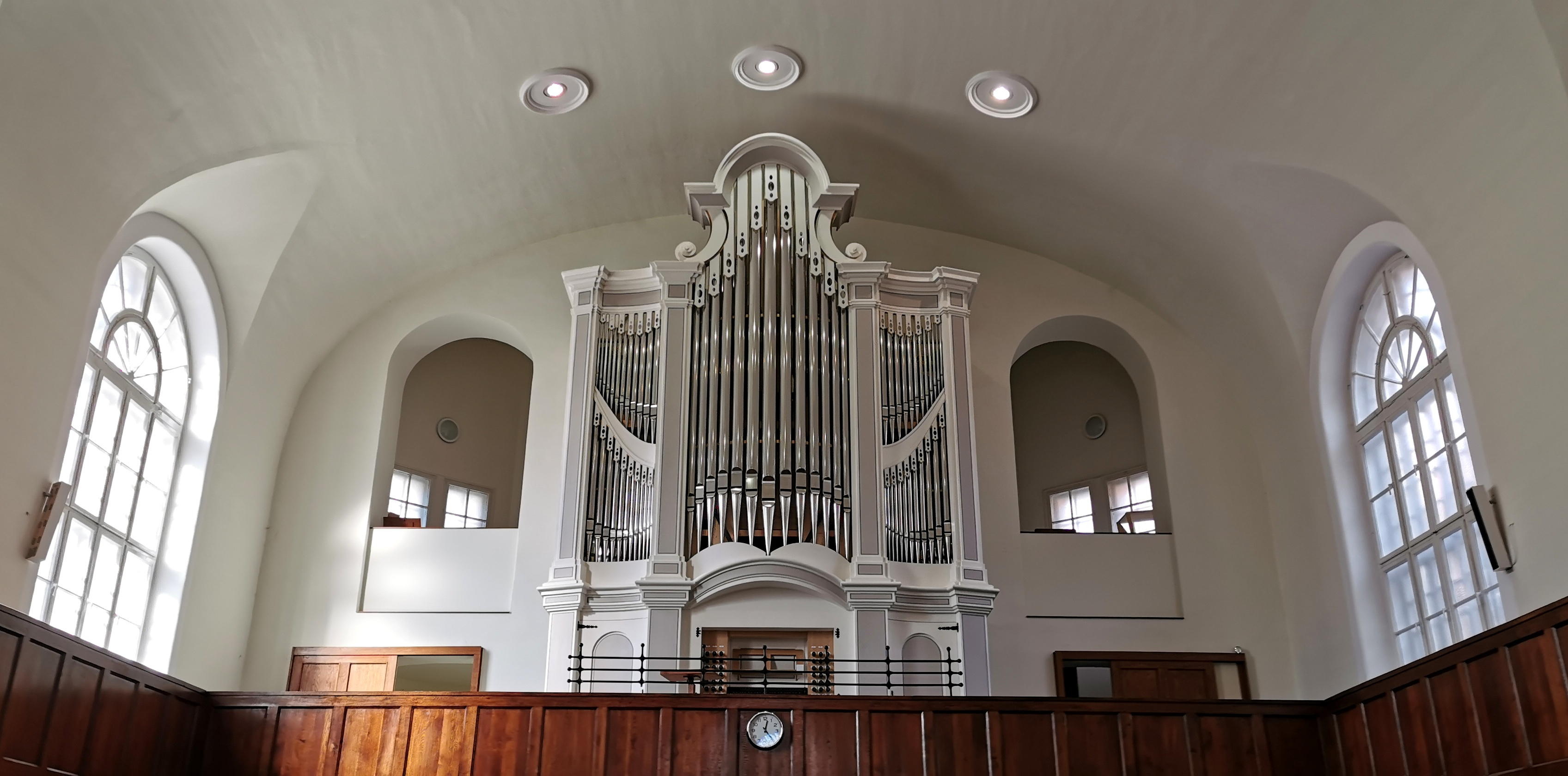
A templom új orgonája
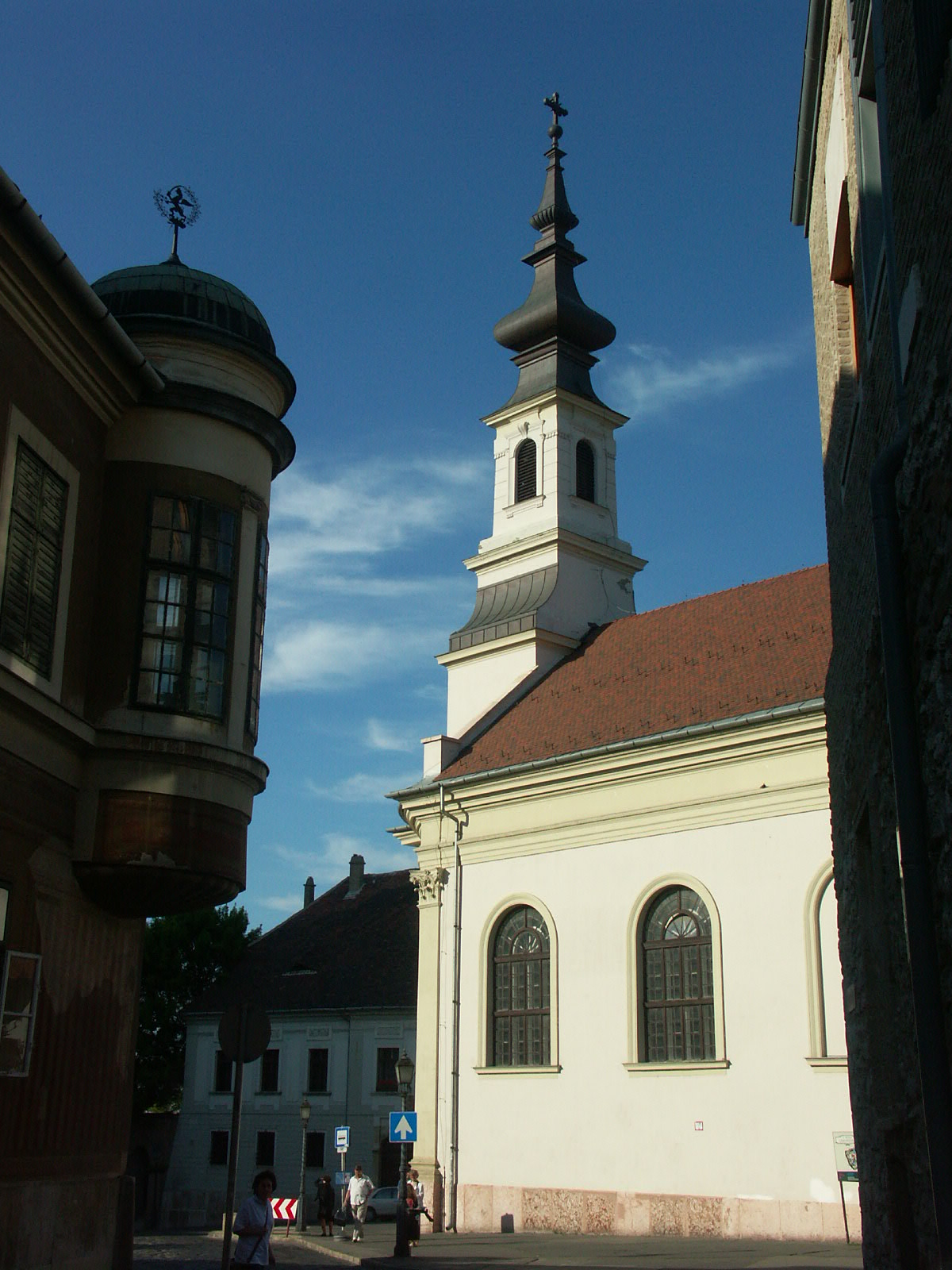
A Kard utca felől
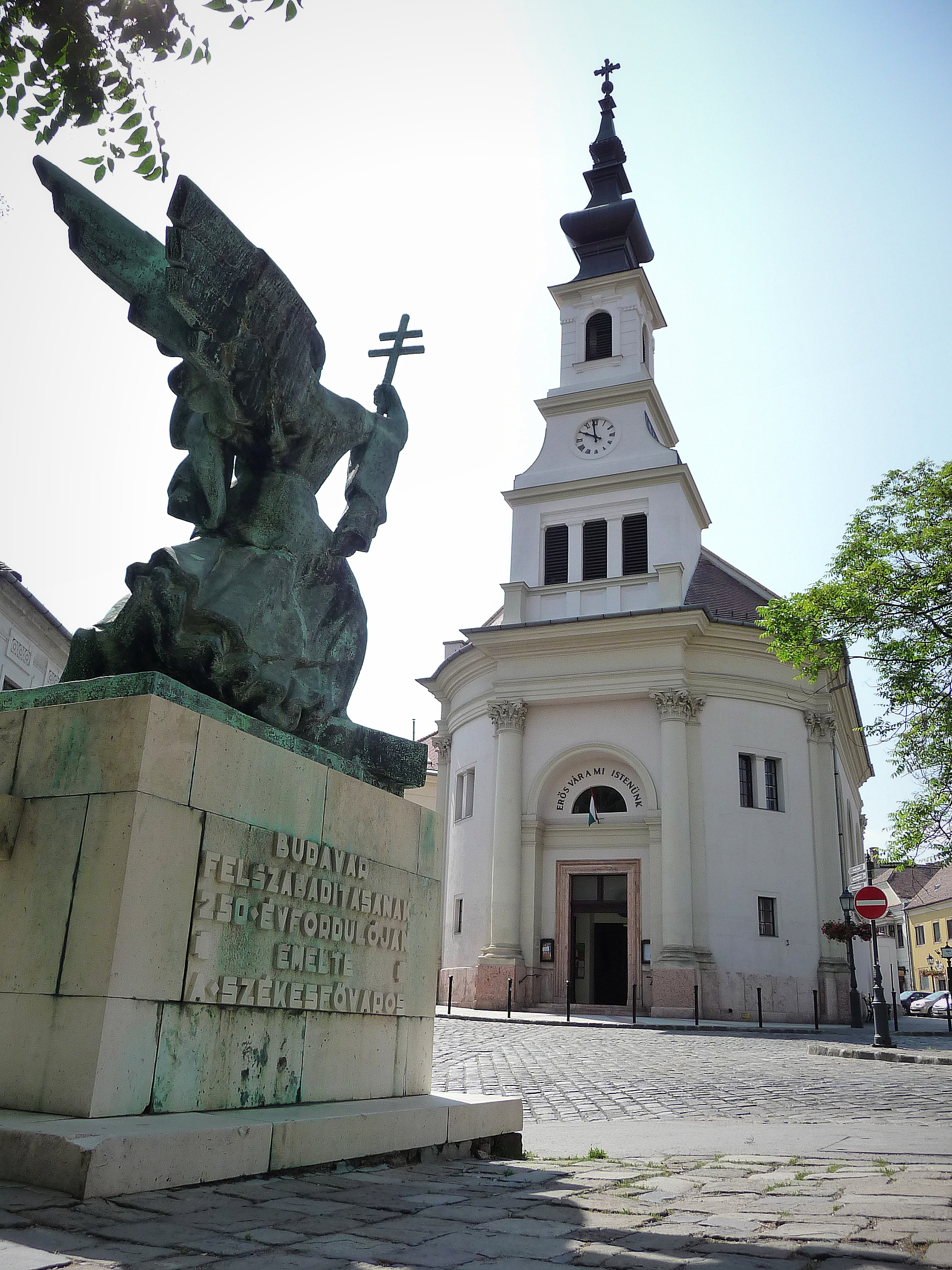
A Bécsi kapu felől
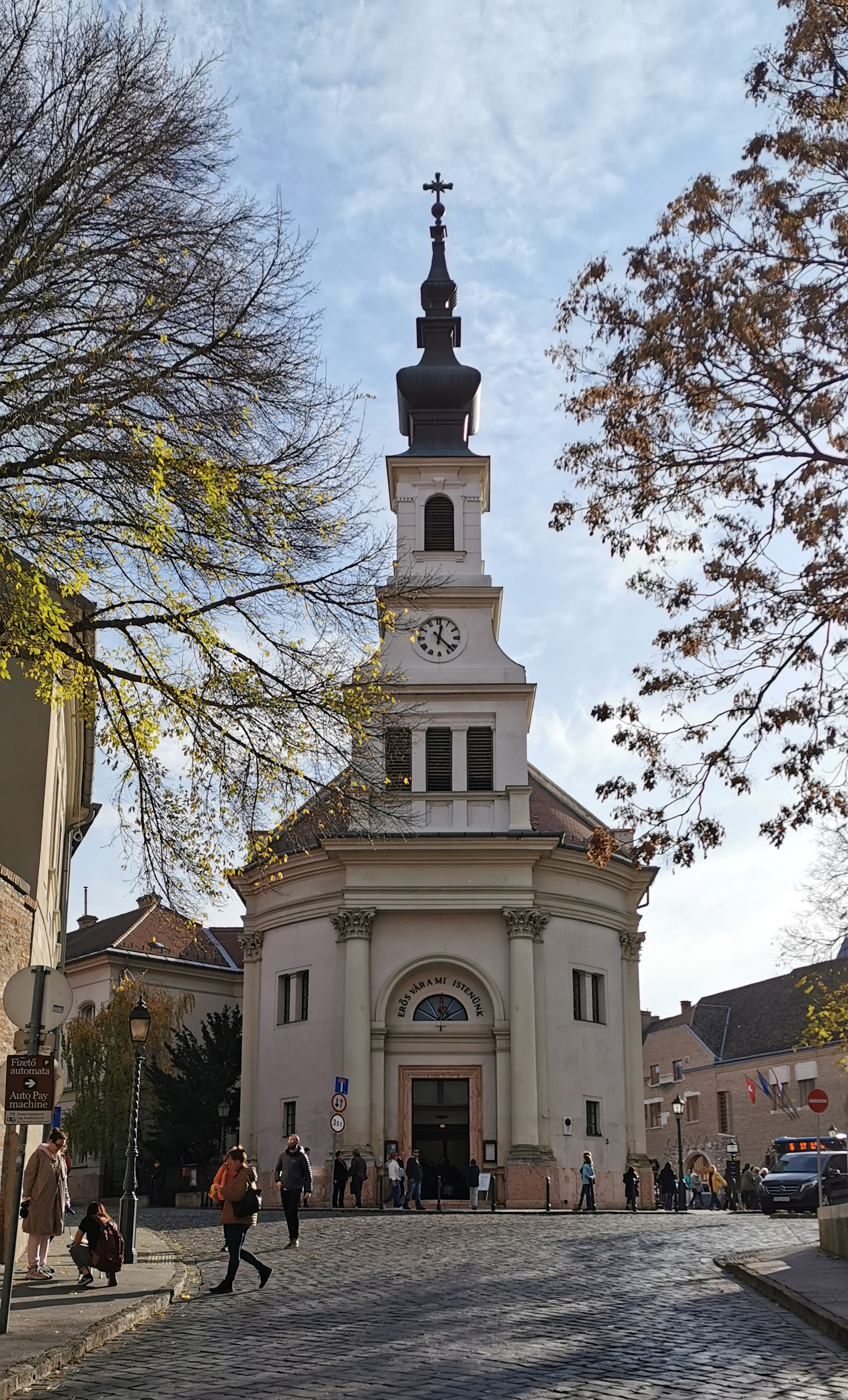
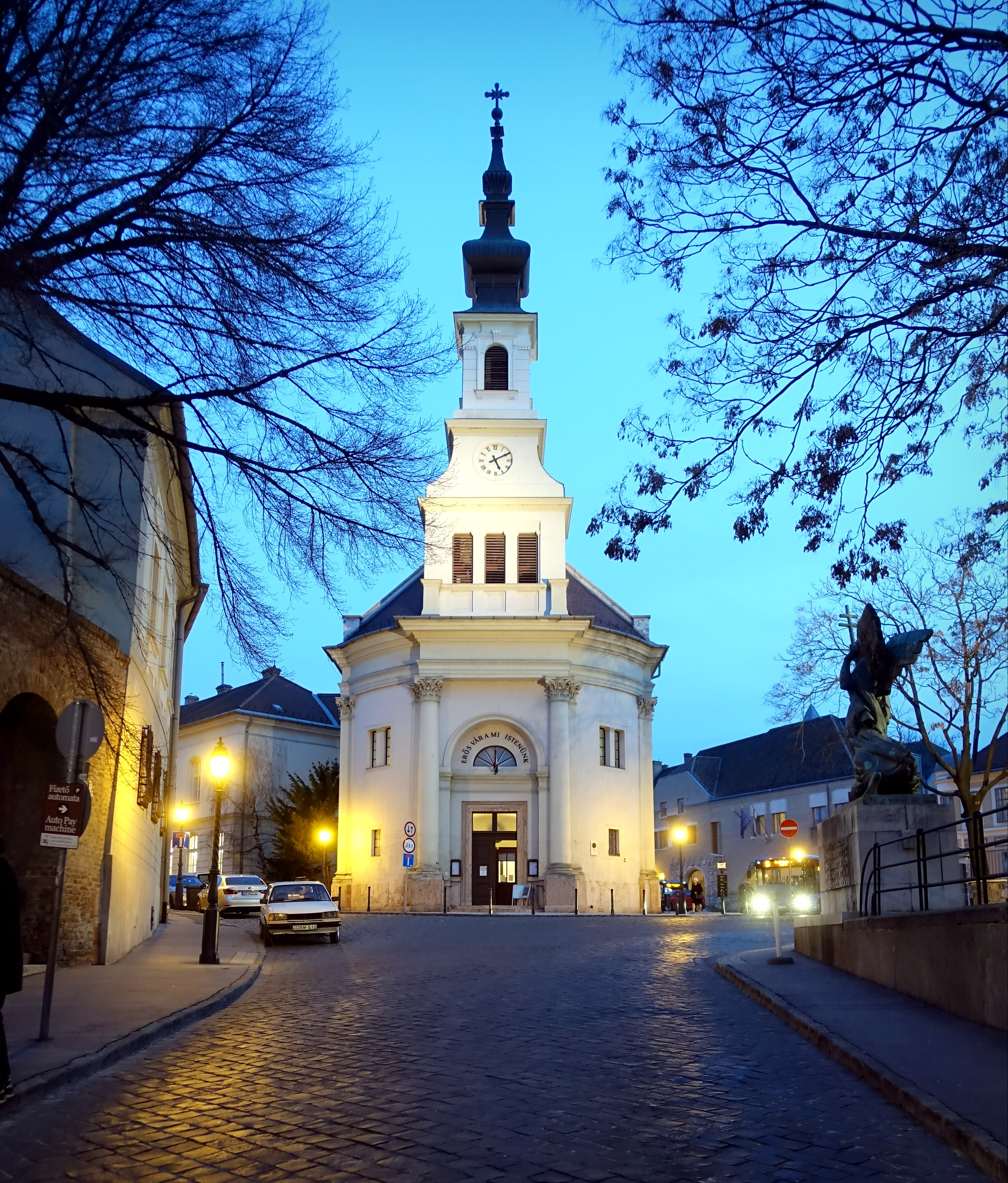
Naplementekor